# Helianthemum alpestre
Helianthemum alpestre là một loài thực vật có hoa trong họ Nham mân khôi. Loài này được DC. mô tả khoa học đầu tiên.